# Institut de langue et de culture françaises de Lyon
L’Institut de langue et culture françaises de Lyon est un établissement spécialisé dans l’enseignement du français à un public étranger et fait partie de la Faculté de lettres et de langues de l'université catholique de Lyon.

## Historique
- 1948 : création de l’Institut de langue et culture françaises par la faculté des lettres et sciences humaines de l'université catholique de Lyon.
- 2008 : l’ILCF rejoint le groupement professionnel des Centres Universitaires publics de Français Langue Étrangère : ADCUEFE campus FLE.
- 2008 : labellisation « Qualité FLE » à la suite de la démarche engagée par les ministères de l’enseignement supérieur et de la recherche, de la culture et de la communication et le ministère des Affaires étrangères [1].
- 2011 : l’ILCF intègre le groupement professionnel FLE, groupement de professionnels de Français Langue Étrangère.
- 2013 : l’ILCF obtient le renouvellement de son label Qualité FLE [2].

## Formations proposées
La méthode d'enseignement suit la progression du Cadre européen commun de référence pour les langues.
Les cours sont organisés en programmes de langue et de culture françaises :
- Programme intensif semestriel
- Programme semi-intensif semestriel
- Programme intensif mensuel
- Programme intensif d’été
- Programme de français des affaires
- Programme de français du tourisme et de l’hôtellerie

L'ILCF est aussi Centre officiel d'examens et propose plusieurs diplômes qui valident les compétences en français dans des situations quotidiennes ou professionnelles :
- DU d’Études françaises
- CLCF
- DELF, DALF
- TCF
- DFP (Diplôme de Français Professionnel) Affaires B2
- DFP Affaires C1
- DFP Tourisme et hôtellerie B1

## Chiffres
- Plus de 60 nationalités représentées à l’ILCF
- Plus de 1 200 étudiants
- 36 enseignants
- 5 collaboratrices administratives

## Localisation
Les cours sont donnés dans les bâtiments de l'université catholique de Lyon, sur le campus situé place Carnot